# إيسيإي أوتشي
إيسيإي أوتشي (باليابانية: 大内 一生) (مواليد 8 سبتمبر 2000) هو لاعب كرة قدم ياباني.

## وصلات خارجية
- إيسيإي أوتشي على موقع رابطة كرة القدم اليابانية للمحترفين (اليابانية)
- إيسيإي أوتشي على موقع قاعدة بيانات كرة القدم.إي يو (الإنجليزية)
- إيسيإي أوتشي على موقع Soccerway.com (الإنجليزية)
- إيسيإي أوتشي على موقع عالم كرة القدم.نت (الإنجليزية)